# José Jiménez Donoso

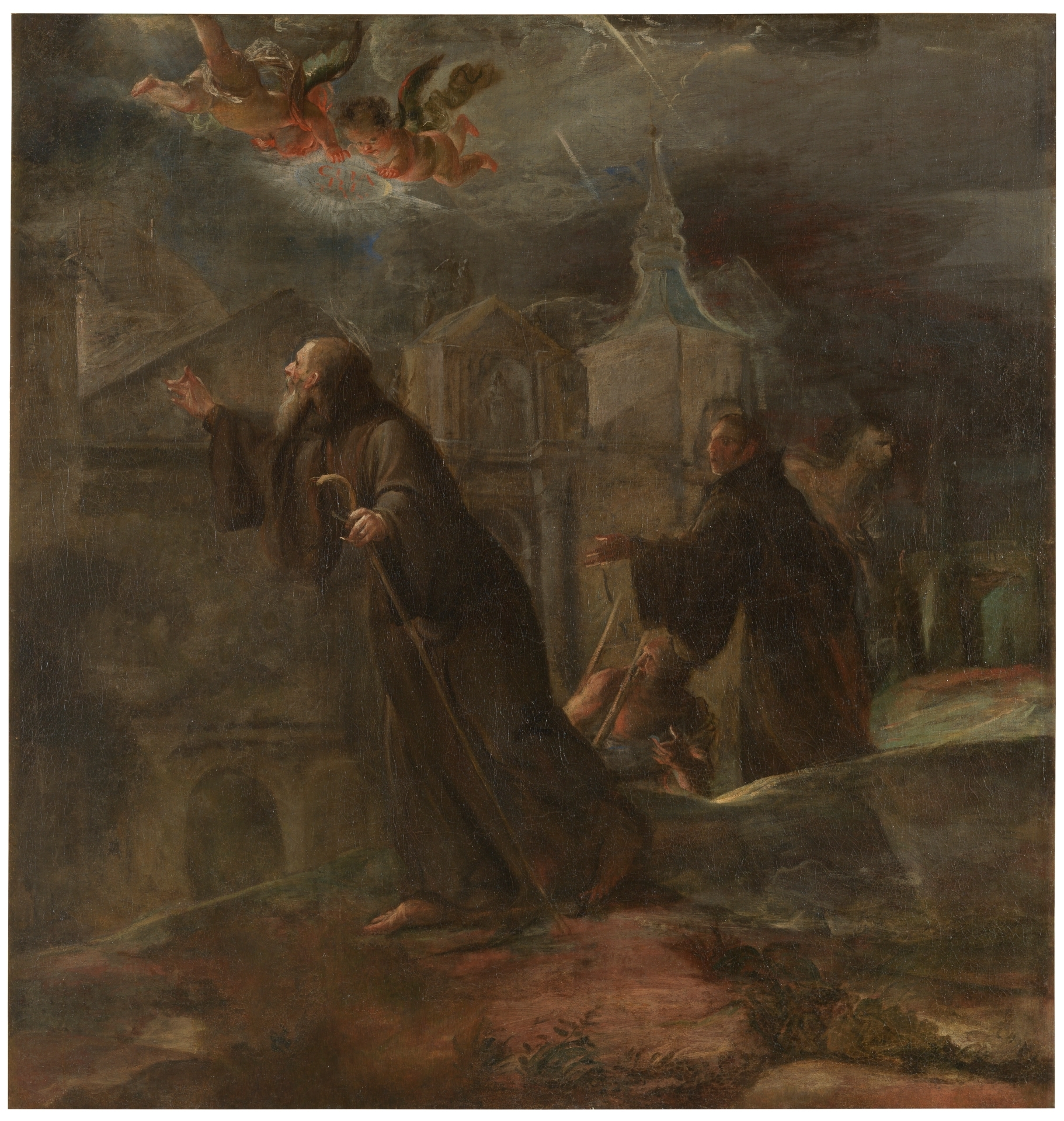
Visión de San Francisco de Paula, óleo sobre lienzo, 172 x 165 cm, Madrid, Museo del Prado.

José Jiménez Donoso, o Ximénez Donoso, (Consuegra, c. 1632-Madrid, 14 de septiembre de 1690) fue una importante figura del arte barroco madrileño en la segunda mitad del siglo XVII y exponente de una generación de pintores-arquitectos dotados de un gran sentido decorativo que, como Sebastián Herrera Barnuevo y Francisco de Herrera el Mozo, no sólo planearon iglesias, sino las decoraron con retablos, lienzos y pinturas al fresco derivadas de la técnica italiana del quadro riportato.
Aprendió los rudimentos de la pintura con su padre, el pintor Antonio Jiménez Donoso, y continuó el aprendizaje en Madrid al lado de Francisco Fernández, discípulo de Vicente Carducho. Hacia 1649 se trasladó a Roma, donde permaneció siete años iniciándose en la pintura al fresco quizá con un maestro como Domenico Maria Canuti que había perfeccionado la técnica de la quadratura decorativa iniciada por los hermanos Alessandro, Giovanni y Cherubino Alberti. Allí estudió también arquitectura, de la que trajo a España, según Llaguno Ceán, «los disparates borrominescos», afirmación que está por probar, pues nunca dio muestras de dominar tal estilo. Vuelto a Madrid, según Antonio Palomino, completó sus estudios de colorido en la escuela de Juan Carreño de Miranda, lo que desde luego acusa su pintura, y se esforzó por obtener el puesto de pintor de cámara de Carlos II, cosa que no consiguió y que llegó a agriar su carácter, si bien al fin de su vida fue nombrado maestro mayor y primer pintor de la Catedral de Toledo. Su dominio de la técnica del fresco y su conocimiento de las novedades italianas le valieron numerosos encargos y prestigio, colaborando con cierta frecuencia con Claudio Coello. Murió en Madrid el 14 de septiembre de 1690 y fue enterrado en la Iglesia de San Luis Obispo, que él mismo había construido.

## Obra arquitectónica

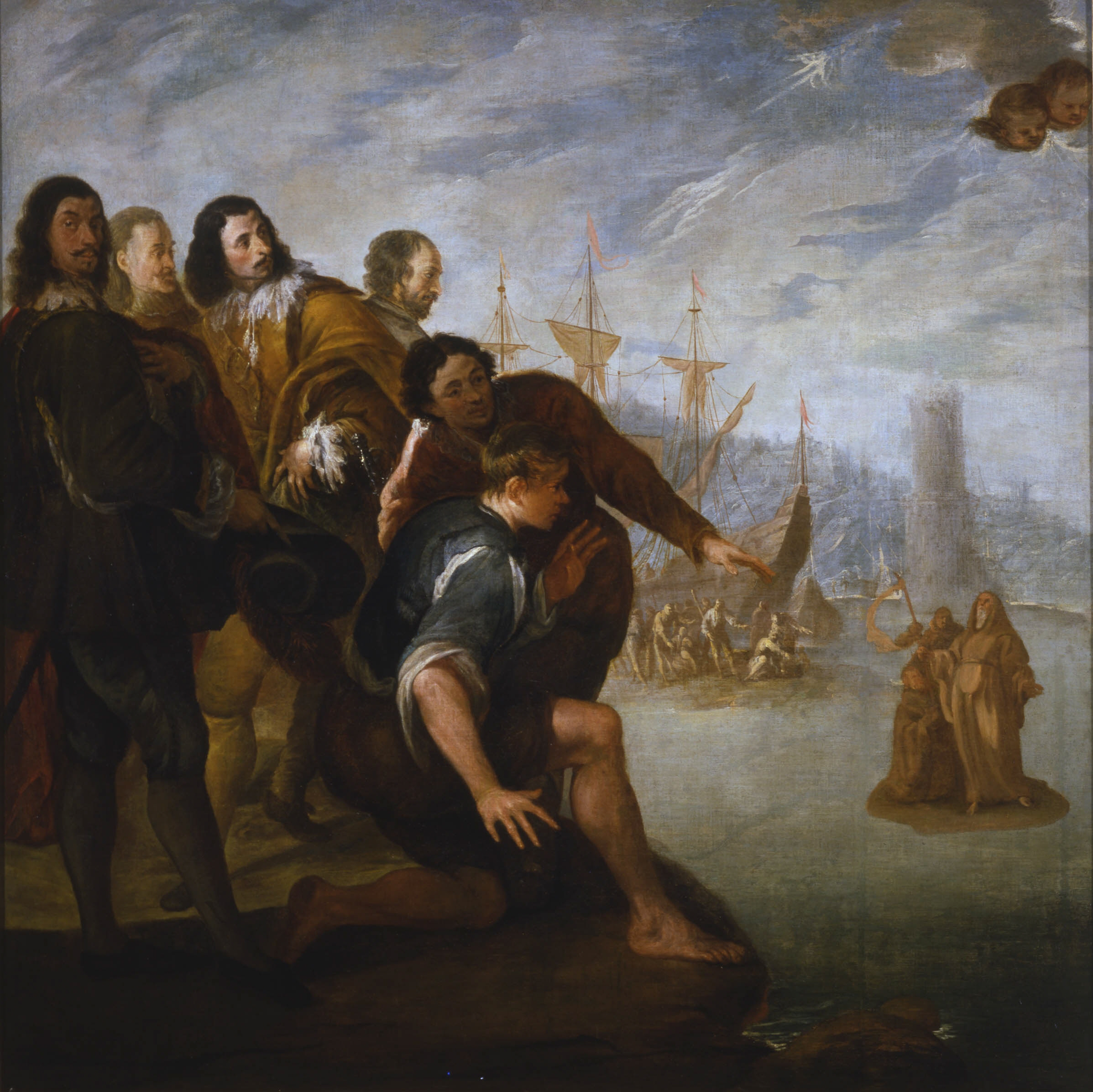
San Francisco de Paula navegando sobre su capa, óleo sobre lienzo, Madrid, Real Academia de Bellas Artes de San Fernando.

Casi todas sus obras han desaparecido: tal la iglesia de la Victoria, la fachada de la antigua parroquia de Santa Cruz y el sepulcro de los marqueses de Mejorada en los Agustinos Recoletos. De otros edificios, como el claustro de Santo Tomás y la iglesia de San Luis Obispo, incendiada el 13 de marzo de 1936 y años después demolida para construir unos almacenes comerciales, por lo menos se han conservado fotografías y dibujos. Se conserva en pie la Casa de la Panadería en la Plaza Mayor madrileña, que Donoso reconstruyó después del incendio de 1672. Prolongó el pórtico de arcadas construido por Juan Gómez de Mora y sustituyó el friso primitivo por otro de ménsulas pareadas del estilo del hermano Francisco Bautista, dándole un mayor claroscuro. Con un sentido muy decorativo reemplazó los lisos marcos de los balcones de los pisos superiores por plásticas molduras de guirnaldas y jarrones, de carácter plateresco; dispuso una calle central que conjugase con los ejes de las torres laterales, donde abrió un nicho retablo para alojar un gran escudo de la monarquía, y complementó las cubiertas de las torres con buhardas y capiteles. El conjunto del diseño tiene así un carácter muy festivo dentro de la tradición hispánica y no delata ningún influjo italiano. En cambio sí se advierten rasgos italianizantes en el claustro del desaparecido colegio de Santo Tomás, atribuido por Palomino a Donoso aunque por la documentación existente parece ser obra de Rodrigo Carrasco. Con un sentido más pictórico que arquitectónico, utiliza óculos ovalados y mansardas sobre los balcones de los pisos para crear una pared de cierre en una estructura arqueada. Lo que, sin embargo, da sentido a este patio no son tanto sus formas estructurales, cuanto la fina y menuda decoración pródiga en ménsulas, estípites y guirnaldas colgantes, que la emparentan más que con la de los grandes maestros del barroco romano, con la ornamentación andaluza contemporánea, que luego cultivó, por ejemplo, Luis de Figueroa. Aun así se perciben molduras de carácter borrominesco en las puertas del piso bajo. Por último en la iglesia de San Luis (1679-89) optó por un barroco austero muy de la primera mitad del siglo XVII, con un interior cuyo sobrio alzado toscano se relacionaba con el arte del hermano Francisco Bautista. Además la maqueta exterior con sus torres achapiteladas, sus ábsides rectos y volúmenes limpios y escalonados, como afirma Antonio Bonet Correa, no podía ser más castiza. En la portada, finalizada en 1725 y trasladada al pie de la iglesia del Carmen Calzado, sí se percibía algún detalle borrominesco, pero debido ya a otra mano.

## Obra pictórica

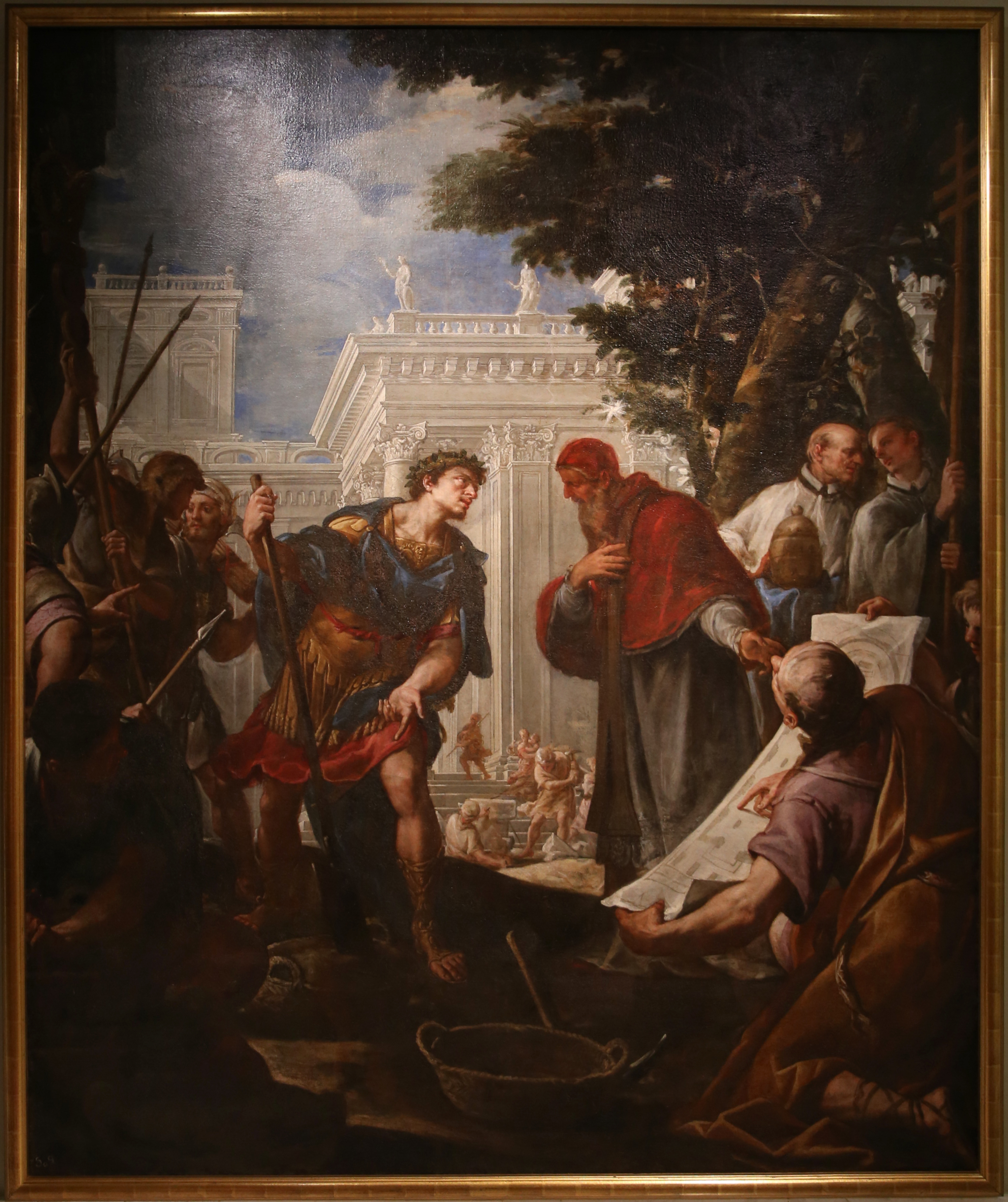
Fundación de la basílica de San Juan de Letrán, ca.1666, procedente del convento de la Merced de Valencia, Museo de Bellas Artes de Valencia.

Como pintor José Jiménez Donoso cultivó principalmente la pintura al fresco de carácter decorativo, a la manera del quadro riportato que había aprendido en Italia. Los introductores de este género en Madrid habían sido los boloñeses Agostino Mitelli y Angelo Michele Colonna, traídos en 1659 por Velázquez desde Italia. Antes de su llegada las iglesias madrileñas estaban pintadas de blanco y su decoración consistía en formas lineales o en recuadros geométricos. A finales del siglo XVII sus naves, capillas y sacristías comenzaron a animar sus bóvedas con frescos de fastuoso y brillante efecto. José Jiménez Donoso decoró de esta manera las bóvedas de los Basilios, la capilla del Cristo de la iglesia de San Luis, la capilla de San Ignacio del Colegio Imperial, más tarde Colegiata de San Isidro, y la sacristía del mismo templo, obras éstas en colaboración con Claudio Coello y destruidas en la guerra civil. En 1672 y también en colaboración con Claudio Coello trabajó en el salón de la Casa de la Panadería en Madrid, y dos años después en el vestuario de la Catedral de Toledo con bellas perspectivas fingidas. Del mismo modo, con Claudio Coello y Matías de Torres preparó la decoración para el cuarto de la reina María Luisa de Orleáns en el Alcázar de Madrid, obra perdida. Una de las mejores obras del estilo decorativo-ilusionista aludido es la capilla del Milagro en el Monasterio de las Descalzas Reales (1678). Sus dos estancias rectangulares están adornadas con frescos en donde se combina la abundante decoración de roleos, frutas, guirnaldas y cortinajes con elementos arquitectónicos, columnas, entablamentos y balaustradas a las que se asoman los personajes. Aunque la parte mayor del encargo, al fresco y al temple, debió de asumirla Francisco Rizi, otros destacados fresquistas del momento participaron en ella, entre los que se cuenta Jiménez Donoso, a quien también podría corresponder la serie de los arcángeles pintados en las escalera. Suyos son también los frescos de la capilla de San José de Toledo. Dominó además la pintura al óleo.
José Jiménez Donoso compuso numerosos cuadros de altar, pero no parece que cultivara con asiduidad el retrato. Su actividad como pintor de caballete se desbordó fuera de la corte: de 1666 son los lienzos de la capilla de San Juan de Letrán en el convento de la Merced de Valencia, conservados en el Museo de Bellas Arte de San Pío V de Valencia, en los que se advierte la formación romana, con sus arquitecturas de orden gigante a contraluz, y su estudio del color con Carreño. En 1668 firmó los lienzos de los altares de San Benito, Santa Escolástica y la Virgen del Socorro del monasterio de Corella (actualmente en el Museo de Arte Sacro de Corella, Navarra), muy próximos en color y sensibilidad a obras de Coello. En Madrid pintó para el convento de los Mínimos de Nuestra Señora de la Victoria el gran lienzo del altar mayor, del que sólo se conserva un dibujo previo, y tres óleos de la vida de San Francisco de Paula incorporados al Museo del Prado tras su paso por el de la Trinidad, obras de factura deshilachada en las que de nuevo se advierten las deudas con Carreño y Coello. De su labor como retratista únicamente queda el retrato que hiciera de don Juan José de Austria con destino a la Cartuja de El Paular, depositado por el Museo del Prado en el Museu Víctor Balaguer de Villanueva y Geltrú.